# しりあがり寿
しりあがり 寿（しりあがり ことぶき、1958年1月1日 - ）は、日本の漫画家。神戸芸術工科大学特任教授、横浜美術大学客員教授、日本大学藝術学部非常勤講師。

## 人物
静岡県静岡市葵区出身。男性。本名は望月寿城（もちづき としき）。
代表作は『真夜中の弥次さん喜多さん』、『弥次喜多 in DEEP』など。
白土三平や貸本ホラー漫画などをネタにした漫画マニア向けのパロディ作品や、『流星課長』などのシュールなサラリーマン物などを手がけ、独特のギャグ漫画家として評価を獲得する。
現在では時事ネタ、家庭ネタ、サラリーマンネタ、果てには哲学的なテーマまで幅広く扱い、ギャグによって文学の領域にまで達した漫画家として評価が高い。
青林工藝舎発行の『アックス』に2002年から2004年まで連載した「ジャカランダ」は、登場人物に主人公すら設定せず、ある日突然生えてきた一本の巨樹ジャカランダによって徹底的に東京が崩壊する阿鼻叫喚の地獄絵図だけを300ページに渡り描き、ラストに人類再生へと続く希望を見せ、物語は終了するという特異な漫画作品も描いている。芸人の鳥居みゆきは、「のうのうと生きてちゃいけないな」と本作への衝撃を語っている。
非常にラフで、一見描き殴りのような「ヘタウマ」絵を描く漫画家として知られるが、生前の手塚治虫に「この人は実はものすごく絵がうまい人だ」と評され、時事ネタとしてアニメ調の画風でネタを描いた事がある。その手塚治虫に2作目の『エレキな春』では真似が出来ないと言わしめた。
自身の事務所である「有限会社さるやまハゲの助」の新年会として行われる社内ロックフェスティバル「しりあがり寿 presents 新春！ (有)さるハゲロックフェスティバル」（通称：さるフェス）を、新宿Loftにて毎年、一般公開している。
妻は漫画家の西家ヒバリ。

## 略歴
- 1976年 静岡県立静岡高等学校を卒業後、すいどーばた美術学院を経て、1977年、多摩美術大学デザイン科グラフィックデザイン専攻入学。漫画研究会で喜国雅彦、祖父江慎、しゅりんぷ小林らと知り合う。
- 1981年 キリンビールに入社（学校推薦）。ハートランドビール、一番搾りなどのマーケティングを担当[2]。キリン入社後から漫画を描き始める。
- 1994年 36歳でキリンを退社し独立する。
- 2000年 『時事おやじ2000』、『ゆるゆるオヤジ』により第46回文藝春秋漫画賞を受賞。
- 2001年 『弥次喜多 in DEEP』（エンターブレイン）で第5回手塚治虫文化賞「マンガ優秀賞」を受賞。横浜美術短期大学非常勤講師。
- 2002年4月1日 朝日新聞夕刊にて4コマ漫画『地球防衛家のヒトビト』を連載開始。
- 2002年 『流星課長』（松尾スズキ、小日向しえ）が庵野秀明によりショートビデオ化。
- 2005年 『真夜中の弥次さん喜多さん』（長瀬智也、中村七之助主演）が宮藤官九郎により映画化。
- 2006年 静岡市葵区のPRキャラクター「あおいくん」をデザインする。
- 2006年 神戸芸術工科大学メディア表現学科特任教授。
- 2011年 『あの日からのマンガ』で第15回文化庁メディア芸術祭マンガ部門優秀賞受賞。
- 2014年 春の叙勲で紫綬褒章受章[3]。
- 2021年6月23日から29日 個展「しりあがり寿展「あらがったり、あらがわなかったり。」」を伊勢丹新宿店本館6階のアートギャラリーにて開催[4]。焼き絵や墨絵、陶芸、4コマ漫画を陶器にした作品が展示[4]。

## 主な作品

### 単行本
- 『エレキな春』白泉社 (1985/07) ISBN 978-4592130581
  - 『エレキな春』文庫版 白泉社 (1998/03) ISBN 978-4592885023
- 『おらあロココだ』白泉社 (1987/02) ISBN 978-4592131045
  - 『おらあロココだ!』文庫版 白泉社 (1998/06) ISBN 978-4592885047
- 『夜明ケ』白泉社 (1990/04) ISBN 978-4592131359
- 『コイソモレ先生』青林堂 (1993/01) ISBN 978-4792602192
  - 『コイソモレ先生』文庫版 筑摩書房 ちくま文庫 (2002/10) ISBN 978-4480037770
  - 『続コイソモレ先生』ゼスト (1998/10) ISBN 978-4883770533
- 『カモン!恐怖』白泉社 (1993/11) ISBN 978-4592131571
  - 『カモン!恐怖』文庫版 筑摩書房 ちくま文庫 (1999/07) ISBN 978-4480034885
- 「ヒゲのOL薮内笹子」シリーズ
  - 『ヒゲのOL薮内笹子』竹書房 (1996/03) ISBN 978-4812450345
  - 『続・ヒゲのOL薮内笹子』1巻 竹書房 (1998/12) ISBN 978-4812452707
  - 『続・ヒゲのOL薮内笹子』2巻 竹書房 (2000/06) ISBN 978-4812453971
  - 『真・ヒゲのOL藪内笹子』1巻 エンターブレイン (2003/03) ISBN 978-4757711761
  - 『真・ヒゲのOL藪内笹子』2巻 エンターブレイン (2003/07) ISBN 978-4757715233
  - 『真・ヒゲのOL藪内笹子』3巻 エンターブレイン (2004/2/25) ISBN 978-4757717732
  - 『ヒゲのOL藪内笹子 完全版 春』文庫版 KADOKAWA/エンターブレイン (2009/1/26) ISBN 978-4047296992
  - 『ヒゲのOL藪内笹子 完全版 夏』文庫版 KADOKAWA/エンターブレイン (2009/1/26) ISBN 978-4047297005
  - 『ヒゲのOL藪内笹子 完全版 秋』文庫版 KADOKAWA/エンターブレイン (2009/3/23) ISBN 978-4047297012
  - 『ヒゲのOL藪内笹子 完全版 冬』文庫版 KADOKAWA/エンターブレイン (2009/3/23) ISBN 978-4047297029
- 『白いガクラン―文芸部長白雪姫男の詩』新潮社 (1996/01) ISBN 978-4106030482
- 『少年マーケッター五郎』竹書房 (1996/04) ISBN 978-4812450468
- 『流星課長』竹書房 (1996/02) ISBN 978-4812450284
- 『O.SHI.GO.TO』マガジンハウス (1998/06) ISBN 978-4838709663
  - 『O.SHI.GO.TO 上』新丁版 マガジンハウス (2010/3/25) ISBN 978-4838720866
  - 『O.SHI.GO.TO 下』新丁版 マガジンハウス (2010/4/22) ISBN 978-4838720989
- 『ドウブツマンガ』朝日新聞社 (1998/11) ISBN 978-4023302402
- 「時事おやじ」シリーズ アスキー 1999〜2000年
  - 『時事おやじ』1巻 アスキー (1999/02) ISBN 978-4757203112
  - 『時事おやじ』2巻 アスキー (1999/02) ISBN 978-4757203129
  - 『時事おやじ (2000) 』アスキー (2000/03) ISBN 978-4757206991
- 『真夜中の弥次さん喜多さん』エンターブレイン (2005/3/25) ISBN 978-4757722156
- 「弥次喜多 in DEEP」シリーズ 全8巻
  - 『弥次喜多 in DEEP』1巻 アスキー (1998/08) ISBN 978-4757201545
  - 『弥次喜多 in DEEP』2巻 エンターブレイン; 改訂版 (2001/06) ISBN 978-4757704930
  - 『弥次喜多 in DEEP』3巻 エンターブレイン; 改訂版 (2001/06) ISBN 978-4757704947
  - 『弥次喜多 in DEEP』4巻 エンターブレイン; 改訂版 (2001/06) ISBN 978-4757704954
  - 『弥次喜多 in DEEP』5巻 エンターブレイン (2001/1/1) ISBN 978-4757702622
  - 『弥次喜多 in DEEP』6巻 エンターブレイン (2001/08) ISBN 978-4757705401
  - 『弥次喜多 in DEEP』7巻 エンターブレイン (2002/03) ISBN 978-4757707672
  - 『弥次喜多 in DEEP』8巻 エンターブレイン (2003/01) ISBN 978-4757710115
- 「弥次喜多 in DEEP」廉価版 全4巻
  - 『弥次喜多 in DEEP 廉価版 』1巻 エンターブレイン (2005/3/25) ISBN 978-4757722163
  - 『弥次喜多 in DEEP 廉価版 』2巻 エンターブレイン (2005/3/25) ISBN 978-4757722170
  - 『弥次喜多 in DEEP 廉価版 』3巻 エンターブレイン (2005/4/25) ISBN 978-4757722446
  - 『弥次喜多 in DEEP 廉価版 』4巻 エンターブレイン (2005/4/25) ISBN 978-4757722453
- 『ゆるゆるオヤジ―フライング翼子』文藝春秋 (1999/07) ISBN 978-4160999190
- 『しりあがり寿のお蔵出し』イースト・プレス (1999/5/1) ISBN 978-4872571653
- 『女装社員薔薇のヴァネッサ』マガジンハウス (2000/5/1) ISBN 978-4838712205
- 『リストラ軍師大前鷹山』白泉社 (2001/09) ISBN 978-4592132820
- 『恋の狩人―白いガクラン 2』新潮社 (2000/03) ISBN 978-4106030567
- 『真夜中の水戸黄門』エンターブレイン (2005/3/25) ISBN 978-4757722156
- 「真夜中のヒゲの弥次さん喜多さん」シリーズ
  - 『真夜中の弥次さん喜多さん』1巻 マガジンハウス (1996/06) ISBN 978-4838708055
  - 『真夜中の弥次さん喜多さん』2巻 マガジンハウス (1997/10) ISBN 978-4838709137
  - 『合本 真夜中の弥次さん喜多さん』マガジンハウス (2005/3/17) ISBN 978-4838715749
  - 『小説 真夜中の弥次さん喜多さん』河出書房新社 (2005/3/5)ISBN 978-4309407395
  - 『真夜中のヒゲの弥次さん喜多さん』1巻 エンターブレイン (2005/10/24) ISBN 978-4757724792
- 『ア○ス』ソフトマジック (2001/12) ISBN 978-4921181390
- 『瀕死のエッセイスト』ソフトマジック (2002/03) ISBN 978-4921181444
- 『サラリーマンの魂』白泉社 (1988/12) ISBN 978-4592730606
  - 『サラリーマンの魂』文庫版 扶桑社 (1994/10) ISBN 978-4594015268
- 「地球防衛家のヒトビト」シリーズ 全3巻
  - 『地球防衛家のヒトビト』1巻 朝日新聞社 (2004/6/18) ISBN 978-4022579249
  - 『地球防衛家のヒトビト』2巻 朝日新聞社 (2006/03) ISBN 978-4022501714
  - 『地球防衛家のヒトビト』3巻 朝日新聞社 (2007/4/6) ISBN 978-4022502759
- 『しりあがり寿の多重人格アワー』中央公論社 (1996/08) ISBN 978-4120026010
- 『"徘徊老人"ドン・キホーテ』朝日新聞社 (2001/06) ISBN 978-4023302464
- 『おやじ画報』青林堂 (2001/07) ISBN 978-4792603496
- 『景気ばくはつ。』エンターブレイン (2002/03) ISBN 978-4757706347
- 『筋肉おやじとアブラミくん』イラスト（共著 増田晶文）マガジンハウス (2004/10/1) ISBN 978-4838715336
- 『スキヤキ・ウエスタンジャンゴ』上下 2007年
  - 上巻 小学館 (2007/8) ISBN 978-4091814807
  - 下巻 小学館 (2007/10) ISBN 978-4091815941
- 『はしるチンチン (えほんのぼうけん)』岩崎書店 (2009/4/18) ISBN 978-4265070220
- 『そこはいきどまりだよ。』エンターブレイン (2009/8/26) ISBN 978-4757749986
- 『人並みといふこと』大和書房 (2008/7/24) ISBN 978-4479391777
- 『でも、まぁいいか。』エンターブレイン (2009/8/26) ISBN 978-4757749993
- 『ぞんざいな存在』エンターブレイン (2010/1/29) ISBN 978-4047263383
- 『ファンタジー、おじさんをつつむ。』エンターブレイン (2004/2/25) ISBN 978-4757717749
- 『ゲロゲロブースカ』エンターブレイン (2007/9/25) ISBN 978-4757733503
  - 『ゲロゲロプースカ 新装版』エンターブレイン (2012/5/25) ISBN 978-4047281547
- 『オーイ・メメントモリ』メディアファクトリー (2006/5/23) ISBN 978-4840113854
  - 『オーイ・メメントモリ 完全版』メディアファクトリー (2012/8/23) ISBN 978-4840147187
- 『方舟』太田出版 (2000/12/1) ISBN 978-4872335545
- 『青い目の岡っ引きヘンリー捕物帳』小池書院 (2008/5/20) ISBN 978-4862253064
- 『ジャカランダ』青林工藝舎 (2005/06) ISBN 978-4883791835
  - 『ジャカランダ』新装版 青林工藝舎 (2011/11/11) ISBN 978-4883793549
- 『しりあがり寿 自選爆笑短編集 のっぴょぴょー』講談社 (2005/4/22) ISBN 978-4063349979
- 『なんでもポン太』太田出版 (2003/1/1) ISBN 978-4872337396
- 『おやじ時評』洋泉社 (2004/11) ISBN 978-4896918694
- 『双子のオヤジ』青林工藝舎 (2002/01) ISBN 978-4883791019
  - 『双子のオヤジ』新装版 青林工藝舎 (2012/1/30) ISBN 978-4883793587
- 『ゲバラちえ子の革命的日常』中央公論新社 (2007/04) ISBN 978-4120038259
- 『みらいのゆくすえ』春風社 (2011/12/9) ISBN 978-4861102943
- 『川下り 双子のオヤジ』エンターブレイン (2013/5/30) ISBN 978-4047288591
- 『表現したい人のためのマンガ入門』講談社 (2006/7/19) ISBN 978-4061498471
- 『ねつでやすんでいるキミへ (えほんのぼうけん)』岩崎書店 (2013/3/15) ISBN 978-4265081233
- 『あの日からのマンガ』エンターブレイン (2011/7/25) ISBN 978-4047274747
- 『黒き川』KADOKAWA/エンターブレイン (2015/3/11) ISBN 978-4047302419
- 『ノアの阿呆舟』KADOKAWA/エンターブレイン (2015/3/25) ISBN 978-4047303188
- 『アレキサンダー遠征』KADOKAWA/エンターブレイン (2015/3/25) ISBN 978-4047303171
- 『そして、カナタへ。』KADOKAWA/エンターブレイン (2015/6/25) ISBN 978-4047305342
- 『あの日からの憂鬱』KADOKAWA/エンターブレイン (2015/3/11) ISBN 978-4047302402
- 『おとぎの国のメメントモリ』KADOKAWA/メディアファクトリー (2015/9/25) ISBN 978-4040679204
- 『しりあがり寿の現代美術 回・転・界』求龍堂 (2016/7/8) ISBN 978-4763016195
- 『くる日もくる日もコロナのマンガ』KADOKAWA/エンターブレイン（2021/3/12）

### その他作品
- 日本テレビ「天才・たけしの元気が出るテレビ!!」 オープニングアニメ（2作目）
- テックウィン（エンターブレイン発行雑誌）「さるやまハゲの助アワー」 連載・監修
- 明和電機シンボルマークデザイン
- 気の遠くなる宇宙論（メディアファクトリー発行 佐藤勝彦との共著）
- NHKみんなのうた「タチツテト手を」「とのさまガエル」 キャラクターデザイン
- 大学受験古文単語ゴロ565（アルス工房発行 星雲社発売 板野博行著 挿絵一部担当）
- 特ダネ!プースカ（au Ezチャンネル）
- 小学館 ゲーム攻略本 任天堂公式ガイドブック スーパーマリオワールド ― Super Mario bros.4（コラムと絵）
- 小学館 ゲーム攻略本 「任天堂公式ガイドブック ファイアーエムブレム百科」（コラムと絵）
- 小学館 ゲーム攻略本 「任天堂公式ガイドブック ファイアーエムブレム 紋章の謎」 （絵と文章）
- アスペクト ゲーム攻略本「ポケットモンスター図鑑」（挿絵）
- ほぼ日刊イトイ新聞 「言いまつがい」（挿絵）
- 秘密の音園イメージキャラクターをデザイン
- （オレンジページ発行雑誌）「オレンジページ」の『おつきあい研究所（ラボ）』ページ内連載（コママンガ）『OH.MY.DO.コメーワクちゃん』
- （東京ニュース通信社発行雑誌）「TVBros.2週間TV番組テレビブロス」内のクロブロスページ中にある連載一コママンガ「はなくそ時評」
- 任天堂 メイド イン 俺 サンプル4コママンガ
- 集英社Vジャンプ「我輩はゲームである。」文:えのきどいちろう（挿絵）
- スチャダラパー「WILD FANCY ALLIANCE」アルバムジャケット
- したまちコメディ映画祭in台東 第1回したまちコメディ映画祭in台東（絵）
- したまちコメディ大賞2009（審査員）
- しりあがり寿・超協力 ロゴスパニック ごあいさつ（ユタカ、SFC、1995年11月17日）
  - 監修・キャラクターデザイン 自身初となるテレビゲーム作品。
- CANTA「きらきら」「めらめら」アルバムジャケット
- あ、安部礼司（TOKYO FM系ラジオドラマ原作）
- いっしょテレビ - 雑誌「デジタルTVガイド」（東京ニュース通信社）目次ページに連載中。妻の西家ヒバリと月替わりで掲載。
- ピノキヲ - 有頂天のCDブックレット「BECAUSE」に収録
- 静岡朝日テレビ ピエール瀧のしょんないTV

### Web漫画
- しりあがり寿の選び方分かんないっす。

## 出演

### テレビ番組
- 踊る!さんま御殿!!（日本テレビ、1997年）
- タモリ倶楽部（テレビ朝日）
  - 「勝手にリニューアル デザイン変えさせて頂きます」1996年3月29日 - 新しい標識のデザインを考える企画。
  - 「広辞苑 完全マンガ化計画」1997年11月28日
- BSマンガ夜話 W3 NHK BS2 2002年4月2日
- 課外授業ようこそ先輩「キャラクターを創ろう」（NHK総合テレビジョン、2002年10月27日） - 小学生を相手に特別授業を行った。
- こころの時代 ～宗教・人生～ シリーズ 私にとっての「3.11」 「あの日からの「マンガ」を読む」 （NHK総合テレビジョン、2013年3月3日）
- デザインあ #118、#119（NHK教育テレビジョン、2017年1月14日、2月4日）
- 歴史探偵「江戸の大ヒットメーカー 歌川広重」（NHK総合テレビジョン、2024年6月26日）

### 関連テレビ番組
- BSマンガ夜話「弥次喜多in DEEP」（2003年5月29日 NHK BS2） - 本人出演なし。ゲストは高橋源一郎とさとう珠緒。

### 映画
- キューティーハニー（2004年）
- 恋の門（2004年）
- クワイエットルームにようこそ（2007年）

### CM
- ローソン「秋の新作お弁当」（2000年）
- トンボ鉛筆（2006年）

## アシスタント
- 河井克夫
- 安永知澄
- 平川雄一
- 鳥羽ジャングル